# Пам'ятна медаль «10 років Незалежності України»
Пам'ятна медаль «10 років Незалежності України» — медаль Національного банку України, присвячена 10-ій річниці незалежності України.
Це пам'ятна медаль настільного типу була викарбувана на банкнотно-монетному дворі НБУ в 2001 році.
На лицьовій стороні медалі — малий Державний Герб України, що виконаний у техніці кольорової емалі з позолотою, в обрамленні лаврового вінка.
Наклад — 10 000 штук. Медаль виготовлена з латунного сплаву. Діаметр — 60 мм.